# فارس مشيري
قرية مشيري ، من مواليد 6 ديسمبر 1983 في ليون في فرنسا، لاعب كرة قدم جزائري يلعب في مركز الهجوم.
هو يلعب مع نادي الوداد البيضاوي.